# Saint-Nazaire (Loira Atlàntic)

Localització de Saint-Nazaire (Loira Atlàntic)

Saint-Nazaire (en bretó  Sant-Nazer, en gal·ló Saint-Nazère) és una comuna francesa, situada al departament del Loira Atlàntic i a la regió del País del Loira. L'any 2004 tenia 67.800 habitants. Limita amb els municipis de Pornichet a l'oest, La Baule-Escoublac al nord-oest, Saint-André-des-Eaux, Saint-Joachim, Trignac, Montoir-de-Bretagne i, al sud de l'estuari, Saint-Brevin-les-Pins. A l'inici del curs 2007 el 0,4% dels alumnes del municipi eren matriculats a la primària bilingüe.

## Demografia
| Evolució de la població Cassini |       |       |       |       |      |       |       |       |
| 1793                            | 1800  | 1806  | 1821  | 1831  | 1836 | 1841  | 1846  | 1851  |
| 3 381                           | 3 316 | 3 303 | 3 204 | 3 789 | -    | 3 771 | 4 145 | 5 318 |

| 1856  | 1861   | 1866   | 1872   | 1876   | 1881   | 1886   | 1891   | 1896   |
| ----- | ------ | ------ | ------ | ------ | ------ | ------ | ------ | ------ |
| 5 743 | 10 845 | 18 896 | 17 066 | 18 300 | 19 626 | 25 575 | 30 935 | 30 813 |

| 1901   | 1906   | 1911   | 1921   | 1926   | 1931   | 1936   | 1946   | 1954   |
| ------ | ------ | ------ | ------ | ------ | ------ | ------ | ------ | ------ |
| 35 813 | 35 762 | 38 267 | 41 631 | 39 411 | 40 488 | 43 281 | 11 802 | 39 350 |

| 1962   | 1968   | 1975   | 1982   | 1990   | 1999   | 2006   | 2011 | 2016 |
| ------ | ------ | ------ | ------ | ------ | ------ | ------ | ---- | ---- |
| 58 286 | 63 289 | 69 251 | 68 348 | 64 812 | 65 874 | 68 838 | -    | -    |

| 2019 | - | - | - | - | - | - | - | - |
| ---- | - | - | - | - | - | - | - | - |
| -    | - | - | - | - | - | - | - | - |

## Administració
| Període   | Identitat                         | Partit |
| --------- | --------------------------------- | ------ |
| 1790-1790 | Jean-Pierre Dufrexou              |        |
| 1790-1791 | Sébastien Bureau                  |        |
| 1791-1792 | Claude Jean Dubochet              |        |
| 1792-1794 | Jean-Pierre Dufrexou              |        |
| 1794-1811 | Jean-François Allançon            |        |
| 1811-1815 | Guillaume Durand                  |        |
| 1815-1815 | Jean-Pierre Mahé                  |        |
| 1815-1823 | Julien Maurice Tahier de Kervaret |        |
| 1823-1829 | Bernardin de Lesquen              |        |
| 1829-1830 | Jean-Pierre Mahé                  |        |
| 1830-1830 | Charles Alexandre Blanchard       |        |
| 1830-1834 | Mathieu Goy                       |        |
| 1834-1837 | Claude Jean Dubochet              |        |
| 1837-1848 | Jean François Havard- Duclos      |        |
| 1848-1848 | Joseph Marie Denancé              |        |
| 1848-1848 | Gabriel Picard                    |        |
| 1848-1870 | René Guillouzo                    |        |
| 1870-1874 | Alexandre Marie Vezin             |        |
| 1874-1874 | Pascal Cahour                     |        |
| 1874-1875 | J. Aubre                          |        |
| 1875-1884 | Auguste Joseph Desanges           |        |
| 1884-1884 | Gustave Lallement                 |        |
| 1884-1896 | Fernand Gasnier                   |        |
| 1899-1909 | Baptiste Auguste Lechat           |        |
| 1909-1919 | Louis Brichaux                    |        |
| 1919-1925 | Vivant Lacour                     |        |
| 1925-1941 | François Blancho                  | SFIO   |
| 1941-1941 | Bernard Escurat                   |        |
| 1941-1945 | Pierre Toscer                     |        |
| 1945-1945 | François Blancho                  | SFIO   |
| 1945-1946 | Jean Guitton                      | SFIO   |
| 1946-1947 | Pitre Grenapin                    |        |
| 1947-1954 | François Blancho                  | SFIO   |
| 1954-1954 | Louis Bretonnière                 |        |
| 1954-1968 | François Blancho                  | SFIO   |
| 1968-1983 | Étienne Caux                      | PS     |
| 1983-     | Joël-Guy Batteux                  | PS     |

## Agermanaments
- Saarlouis (Saarland)
- Avilés (Astúries)
- Saint Hubert (Quebec)
- Kribi
- Sunderland
- Peillac (Morbihan)

## Personatges il·lustres
- Yann Goulet, nacionalista bretó.
- René-Yves Creston, artista i activista bretó

## Galeria d'imatges

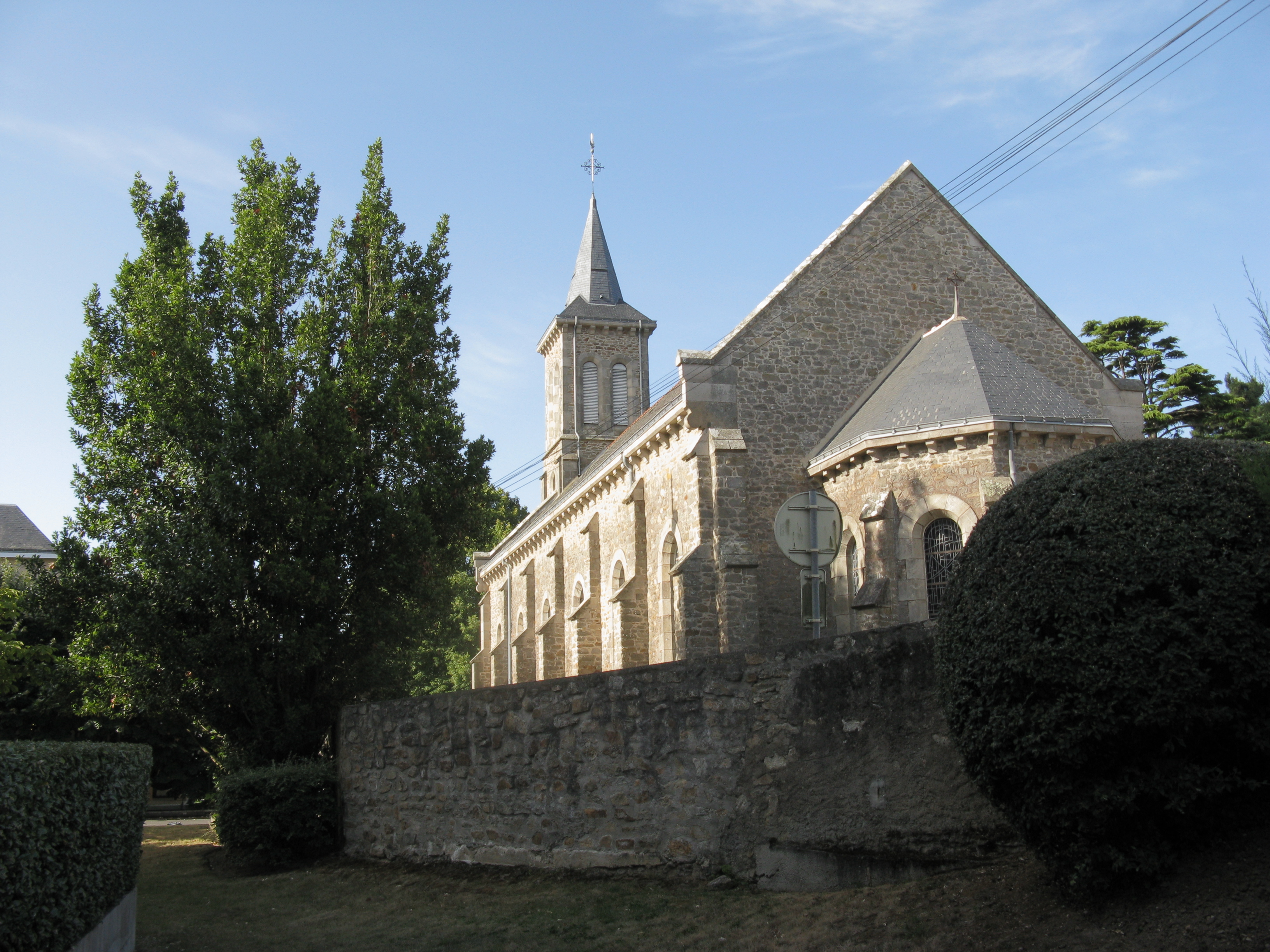
Església Saint-Marc-sur-Mer
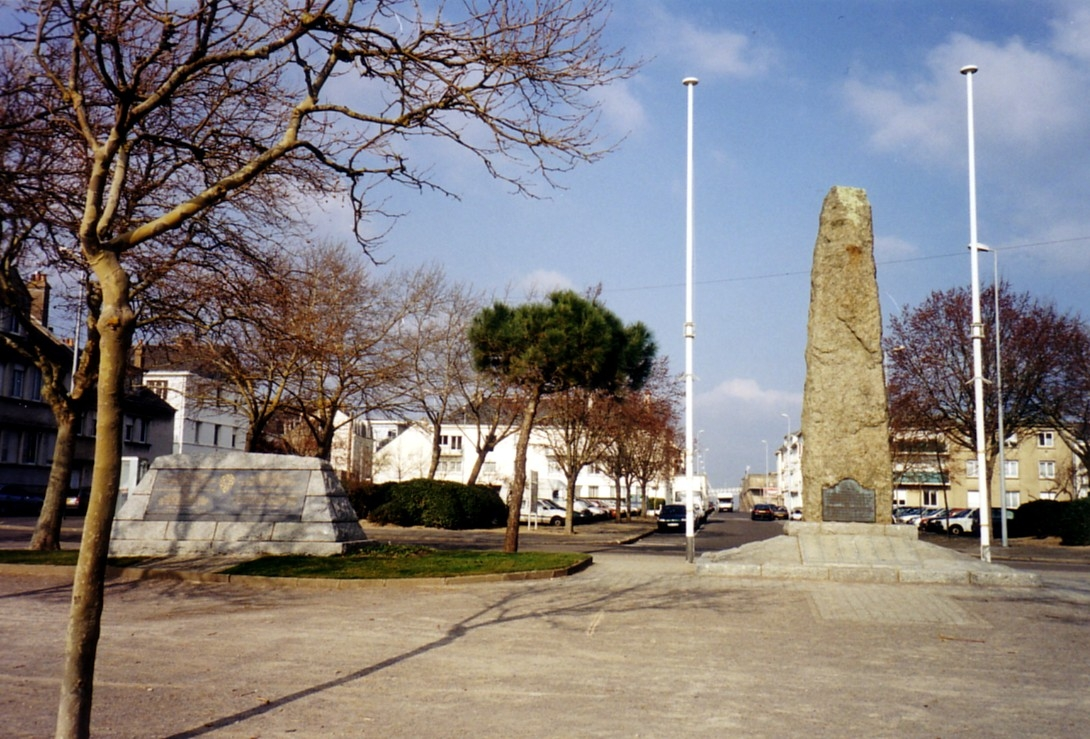
Memorial del HMS Lancastria